# Heinrich Zillich
Heinrich Zillich (n. 23 mai 1898, Brașov – d. 22 mai 1988, Starnberg, Germania) a fost un scriitor de limba germană, sas, originar din România.

## Biografie
A luat în 1916 bacalaureatul la Liceul Johannes Honterus din Brașov.
A luat parte la Primul Război Mondial în armata austro-ungară. După 1919 se alătură tulburărilor militante ce au inflamat Ungaria după unirea Transilvaniei cu România.
În 1920 urmează școala de comerț din Berlin, după care urmează studii de științe politice, pe care le absolvă în 1923. Obține diploma de economist și doctoratul în știițe politice.
Din 1924 începe să lucreze ca scriitor liber profesionist. Înființează la Brașov, împreună cu Gust Ongyerth, publicația de artă și literatură Klingsor, pe care o editează până în anul 1939. În calitate de redactor al revistei Klingsor, Heinrich Zillich a pus sub semnul îndoielii valabilitatea unei culturi naționale în opoziție cu cea europeană, și îi vedea pe sași drept reprezentanții și mijlocitorii culturii europene în Transilvania.
Din 1936 se mută în Bavaria, unde continuă activitatea de scriitor. Primele aprecieri ale activității sale, ca reprezentant de frunte al literaturii germane din străinatate, le primește în 1932 și 1934, când i se decernează premiul pentru povestiri al revistei Die neue Linie. În 1937 primește Premiul pentru literatură pentru etnicii germani (Volksdeutschen Schrifttumspreis) din Stuttgart, Premiul pentru literatură al orașului Berlin și titlul de Doctor honoris causa al Universității din Göttingen, acordat de naziști.
La începerea celui de-al Doilea Război Mondial a devenit ofițer în Wehrmacht. În anul 1941 s-a înscris în NSDAP. Ca ofițer și activist politic a primit misiunea de a edita o publicație cu poezii destinate militarilor de pe front: Feldpostausgaben deutscher Dichtung. După război a fost supus „denazificării”. Continuă să activeze ca scriitor și publicist, să întrețină contacte cu foștii scriitori de frunte din perioada hitleristă, să participe la întruniri revizioniste. Din 1959 devine editorul principal al publicației Südostdeutsche Vierteljahresblätter de la München, care apare și astăzi.
Între 1952-1963 Zillich a fost președintele Asociației Sașilor Transilvăneni din Germania (Landsmannschaft der Siebenbürger Sachsen), publicând în aceeași perioadă și în presa radicală de dreapta. Singura diferență față de scrierile sale literare și publicistice din perioada antebelică constau în renunțarea la omagiile aduse sistemului național-socialist și lui Hitler personal. În rest, scrierile cuprindeau toate temele naționaliste dezbătute obsesiv și consecvent de-a lungul secolului trecut, la care se mai adăugau acum relativizările Holocaustului și atacurile la adresa democrației vest-germane și americane.
Militează alături de organizațiile germanilor deportați.
Continuă să primească premii literare:
- Premiul pentru literatură al germanilor de sud-est (Südostdeutsche Literaturpreis), 1953
- Premiul cultural al sașilor transilvăneni (Kulturpreis der Siebenbürger Sachsen), 1968
- Premiul Mozart al Fundației Goethe din Basel (Mozartpreis der Goethe-Stiftung, 1970

În calitate de membru de onoare al asociației naționaliste de drepta Deutsches Kulturwerk Europäischen Geistes (DKEG), la invitația societății pentru publicistică liberă (Gesellschaft für Freie Publizistik) (GFP) Zillich ține în 1977 o conferință cu titlul Deutschen in Südosteuropa (Germanii în Europa de sud-est).

## Scrieri
- Attilas Ende: Eine Novelle, Editura Kerschner, Brașov, 1923
- Wälder und Laternenschein, Sibiu, 1923
- Die Strömung, Mediaș, 1924
- Siebenbürgische Flausen, Brașov, 1925
- Sturz aus der Kindheit / Novellen, Editura L. Staackmann, Leipzig, 1933
- Der Urlaub, 1933
- Die Reinerbachmühle, nuvelă, 1935
- Komme was will, München, 1935
- Zwischen Grenzen und Zeiten / Roman, Editura A. Langen G. Müller Verlag, München, 1936
- Der baltische Graf, Novelle, 1937
- Der Weizenstrauss, roman, Hamburg Deutsche Hausbücherei, 1938, 1940.
- Der Zigeuner, Editura A. Langen und G. Müller, München. 1940
- Flausen und Flunkereien, Editura Bertelsmann, 1949
- Grünk oder das grosse Lachen, roman, Editura Westermann, 1949
- Bekenntnis zu Josef Weinheber, Akademisches Gemeinschaftsverlag, 1950
- Krippe-Lor und der Feuermann, Editura Wancura, 1957
- Siebenbürgisch-sächsische Heimatfibel für Jung und Alt, 1957
- Siebenbürgen, ein abendländisches Schicksal, Editura Langewiesche, 1957, 1982
- Der Sprung im Ring Fackelverlag, 1960.
- Wälder und Laternenschein. Erzählungen aus Siebenbürgen, Editura Mueller, 1983
- Die Reinerbachmühle / Erzählung, Editura Philipp Reclam jun., Leipzig
- Epoche Der Entscheidungen: Die Siebenburger Sachsen Im 20. Jahrhundert de Heinrich Zillich și Oskar Schuster, Bohlau, ISBN 3-412-02883-5 (3-412-02883-5)
- Siebenbürgen: Ein Abendländisches Schicksal de Hermann Phleps și Heinrich Zillich, K.R. Langewiesche, ISBN 3-7845-3372-8 (3-7845-3372-8)